# Ciclo do nitrogênio
O ciclo do azoto, nitrogénio (português europeu) ou nitrogênio (português brasileiro)  é o ciclo biogeoquímico que comporta as diversas transformações que este elemento sofre no seu ciclo entre o reino mineral e os seres vivos.

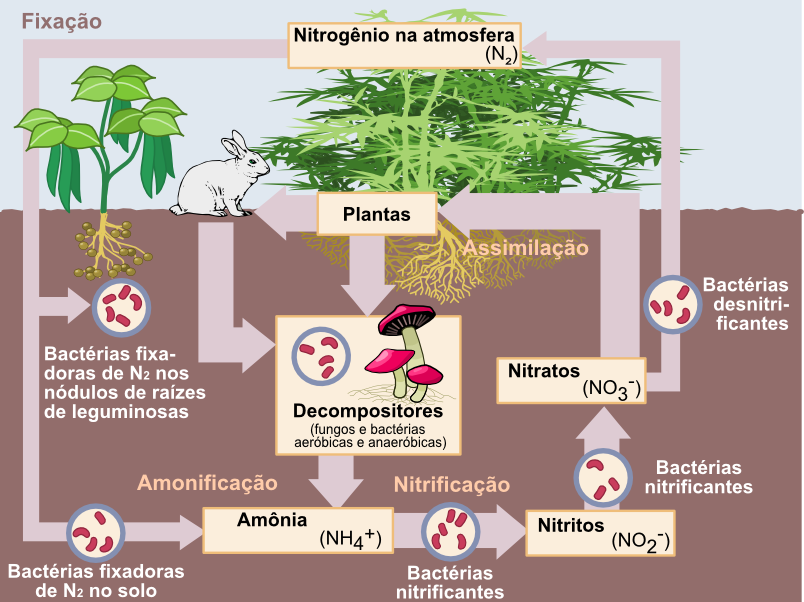
Ciclo do nitrogênio ou ciclo do azoto

Nitrogênio na tabela periódica

## Visão geral
O processo pelo qual o nitrogênio ou azoto circula através das plantas e do solo pela ação de organismos vivos é conhecido como ciclo do nitrogênio ou ciclo do azoto. O ciclo do nitrogênio é um dos ciclos mais importantes nos ecossistemas terrestres. O nitrogênio é usado pelos seres vivos para a produção de moléculas complexas necessárias ao seu desenvolvimento tais como aminoácidos, proteínas e ácidos nucleicos.
O principal repositório de nitrogênio é a atmosfera (78% desta é composta por nitrogênio) onde se encontra sob a forma de gás (N2). Outros repositórios consistem em matéria orgânica, nos solos e oceanos. Apesar de extremamente abundante na atmosfera o nitrogênio é frequentemente o nutriente limitante do crescimento das plantas. Isto acontece porque as plantas apenas conseguem usar o nitrogênio sob três formas sólidas: íon de amônio (NH4+), íon de nitrito (NO2-) e íon de nitrato (NO3-), cuja existência não é tão abundante. Estes compostos são obtidos através de vários processos tais como a fixação e nitrificação. A maioria das plantas obtém o nitrogênio necessário ao seu crescimento através do nitrato, uma vez que o íon de amônio lhes é tóxico em grandes concentrações. Os animais recebem o nitrogênio que necessitam através das plantas e de outra matéria orgânica, tal como outros animais (vivos ou mortos).

## Processos do ciclo do nitrogênio

### Fixação
A fixação é o processo através do qual o nitrogênio é capturado da atmosfera em estado gasoso (N2) e convertido em formas úteis para outros processos químicos, tais como amoníaco (NH3), nitrato (NO3-) e nitrito (NO2-). Esta conversão pode ocorrer através de processos naturais (para a geração de substratos metabólicos e inserção na cadeia alimentar por meio de compostos nitrogenados) e artificiais.

#### Fixação biológica
Algumas bactérias têm a capacidade de capturar moléculas de nitrogênio (N2) e transformá-las em componentes úteis para os restantes seres vivos. Entre estas, existem bactérias que estabelecem uma relação de simbiose com algumas espécies de plantas (leguminosas) e bactérias que vivem livres no solo. A simbiose é estabelecida através do consumo de amoníaco por parte das plantas; amoníaco este que é produzido pelas bactérias que vivem nas raízes das mesmas plantas.
Algumas espécies de cyanophyta (cianobactérias, como a Anabaena verrucosa  ) também têm a capacidade de fixação de N2 atmosférico, através dos seus heterocistos, sendo estes últimos limitados às ordens Nostocales e Stigonematales. As espécies fixadoras de N2 podem ter vida livre (como as do gênero Nostoc) ou em simbiose com plantas como Azolla. 

#### Fixação atmosférica
A fixação atmosférica ocorre através dos relâmpagos, cuja elevada energia separa as moléculas de nitrogênio e permite que os seus átomos se liguem com moléculas de oxigénio existentes no ar formando monóxido de nitrogênio (NO). Este é posteriormente dissolvido na água da chuva, favorecendo a precipitação ácida, e depositado no solo.
A fixação atmosférica contribui com cerca de 3 a 4 % de todo o nitrogênio fixado.

#### Fixação industrial
Através de processos industriais (nomeadamente o processo de Haber-Bosch) é possível produzir amoníaco (NH3) a partir de azoto (N2) e hidrogénio (H2). O amoníaco é produzido principalmente para uso como fertilizante cuja aplicação sustenta cerca de 40% da população mundial.

### Assimilação
Os nitratos formados pelo processo de nitrificação são absorvidos pelas plantas e transformados em compostos carbonados para produzir aminoácidos e outros compostos orgânicos de nitrogênio.
A incorporação do nitrogênio em compostos orgânicos ocorre em grande parte nas células jovens em crescimento das raízes.

### Amonificação
Através da mineralização, a matéria orgânica morta é transformada no íon de amônio (NH4+) por intermédio de bactérias aeróbicas, anaeróbicas e alguns fungos.

### Nitrificação
A oxidação do amoníaco, conhecida como nitrificação, é um processo que produz nitratos a partir do amoníaco (NH3). Este processo é levado a cabo por bactérias (bactérias nitrificantes) em dois passos: numa primeira fase o amoníaco é convertido em nitritos (NO2-) e numa segunda fase (através de outro tipo de bactérias nitrificantes) os nitritos são convertidos em nitratos (NO3-) prontos a ser assimilados pelas plantas.

### Desnitrificação
A desnitrificação é o processo pelo qual o azoto volta à atmosfera sob a forma de gás quase inerte (N2). Este processo ocorre através de algumas espécies de bactérias (tais como Pseudomonas e Clostridium) em ambiente anaeróbico. Estas bactérias utilizam nitratos alternativamente ao oxigênio como forma de respiração e libertam azoto em estado gasoso (N2).

### Eutrofização
A eutrofização corresponde a alterações de um corpo de água como resultado de adição de substratos nutritivos a ecossistemas aquáticos, especialmente íons fosfato e nitrato.
Os compostos de azoto existentes no solo são transportados através dos cursos de água, aumentando a concentração nos depósitos de água, podendo fazer com que estes sejam sobre-populados por certas espécies de algas, podendo ser nocivo para o ecossistema envolvente.

## Repositórios de Azoto
Os principais repositórios de azoto são a atmosfera, plantas, animais, solos e os oceanos.

### Atmosfera
A atmosfera comporta  parte do azoto existente na Terra. Este encontra-se principalmente sob a forma de N2. Estima-se que existam 3.9-4.0 x 109 TgN (TgN = Teragrama de N = 1012 g de N) na atmosfera. O tempo de residência médio de uma molécula de N2 na atmosfera é de 10 milhões de anos.
O Azoto encontra-se na atmosfera também sob a forma de monóxido ou dióxido de azoto (NOx) e sob a forma de óxido nitroso (N2O). Sob a forma de NOx existem 1.3-1.4 TgN com um tempo de residência médio de 1 mês. Sob a forma de óxido nitroso (N2O) existem cerca de 1.4 x 10³ TgN com um tempo de residência de 100 anos.

### Plantas e animais
Existem cerca de 3 x 104 TgN em plantas e animais, com um tempo de residência de 50 anos.

### Solos
Os solos contêm cerca de 9.5 x 104 TgN, com um tempo de residência médio de 2000 anos.

### Oceanos
Nos oceanos o azoto encontra-se tanto na superfície como no fundo em forma de sedimentos (4-5 x 108 TgN). À superfície encontra-se dissolvido organicamente (2 x 105 TgN).

## Fluxos
O azoto transita entre os vários repositórios a diferentes taxas. A tabela seguinte apresenta os fluxos do azoto entre a atmosfera e os outros repositórios (nomeadamente plantas e solos).

 collapse;table-layout:fixed'

|                            | Mundo    |  |  |
| Habitantes [milhões]       | 6600     |  |  |
| Área terrestre [10³ km²]   | 148939.1 |  |  |
| Área arável %              | 13.13    |  |  |
|                            |          |  |  |
| Input                      | TgN/ano  |  |  |
| Fixação biológica          | 30       |  |  |
| Importações (rações)       | 40       |  |  |
| Fertilizantes sintéticos   | 80       |  |  |
| Fixação atmosférica        | 60       |  |  |
|                            |          |  |  |
| Output                     | TgN/ano  |  |  |
| Produtos vegetais          |          |  |  |
| Produtos animais           |          |  |  |
| Emissões gasosas (animais) |          |  |  |
| Desnitrificação (solos)    | 12.2     |  |  |
| Emissões gasosas (solos)   | 6.9      |  |  |
| Emissões aquáticas         | 122      |  |  |
| Emissões industriais       | 20       |  |  |

## Influência humana
Como resultado da utilização intensiva de fertilizantes e da poluição resultante dos veículos e centrais energéticas, o Homem aumentou significativamente a taxa de produção de azoto utilizável biologicamente. Esta alteração leva a alterações da concentração deste nutriente, moderadamente em depósitos de água (através da eutrofização), e ao excessivo crescimento de determinadas espécies deteriorando o ambiente que as rodeia.

### Poluição
Poluição provocada pelas influências antropogénicas do ciclo do azoto pode manifestar-se através de:
- Óxido nitroso (N2O), gás libertado essencialmente por via da combustão e o facto de ser pouco reactivo na troposfera permite exercer os seus efeitos nocivos durante muitos anos. O seu efeito na estratosfera assenta na deterioração da camada protectora de ozono com influências das radiações ultravioleta.
- Óxidos do Azoto (NOx), particularmente o monóxido e o dióxido do azoto são altamente reactivos, com vidas relativamente curtas, por isso as alterações atmosféricas são apenas detectadas a nível local e regional. Estas alterações manifestam-se principalmente através de nevoeiro fotoquímico, que tem consequências perigosas para a saúde humana, assim como para a produtividade dos ecossistemas. O dióxido do azoto transformado em ácido nítrico compõem a chuva ácida, que destrói monumentos e acidifica solos e sistemas aquáticos, desencadeando profundas alterações na composição das suas comunidades bióticas.
- Nitratos (NO3-), que contaminam águas que ao serem ingeridas provocam várias disfunções fisiológicas.

Apesar dos ecossistemas terrestres serem vulneráveis ao excesso de azoto, os sistemas aquáticos são os que mais sofrem, porque são os receptores finais do excedente do azoto que chega por escorrência ou através de descargas diretas de efluentes não tratados.

## Ciclo do nitrogênio nos aquários
Em aquários, o ciclo no nitrogênio é incompleto, devido à ausência da fase anaeróbia. Por esta razão, os aquaristas devem realizar trocas parciais regulares nos seus aquários e assim manter o nível de nitratos em uma gama aceitável.

## Ciclo do nitrogênio em Portugal

### Fluxo
|                            | Portugal(a) |  |  |
| Habitantes [milhões]       | 15          |  |  |
| Área terrestre [10³ km²]   | 92.391      |  |  |
| Área arável %              | 17.29       |  |  |
|                            |             |  |  |
| Input                      | GgN/ano     |  |  |
| Fixação biológica          | 16.1        |  |  |
| Importações (rações)       | 55.8        |  |  |
| Fertilizantes sintéticos   | 86.6        |  |  |
| Fixação atmosférica        | 37.4        |  |  |
|                            |             |  |  |
| Output                     | GgN/ano     |  |  |
| Produtos vegetais          | 30.8        |  |  |
| Produtos animais           | 15.4        |  |  |
| Emissões gasosas (animais) | 25.7        |  |  |
| Desnitrificação (solos)    | 55.8        |  |  |
| Emissões gasosas (solos)   | 25.7        |  |  |
| Emissões aquáticas         | 55.8        |  |  |
| Emissões industriais       | 12.5        |  |  |

Obs: GgN = abrev. de gigagrama de N. 1 Gg = 109 g.

### Concentração de nitratos em água doce
A concentração de derivados de azoto em água doce influencia a qualidade da água e pode, para valores altos, afectar a saúde pública. Podemos considerar dois tipos de massas de água doce: rios e repositórios de água no sub-solo.

### Concentração de nitratos no sub-solo
Concentração de NO3 (mg/l) em água doce no sub-solo em Portugal (2003):
- Menos de 10 mg/l: 40.8%
- Entre 10 e 25 mg/l: 16.3%
- Entre 25 e 50 mg/l: 15.2%
- Mais de 50 mg/l: 27.7%

A nível europeu, os valores aceitáveis para concentração de nitratos para água potável são até 25 mg NO3/l. O máximo permitido é de 50 mg NO3/l.
Apesar dos valores apresentados, a concentração de nitratos tem vindo a descer em todos os corpos de água subterrâneos, com tendência para chegarem a uma concentração inferior a 10 mg NO3/l.